# カミツレベルベット
「カミツレベルベット」は、SKY-HIの3枚目のシングルである。2015年3月18日にavex traxから発売された。

## 概要
「スマイルドロップ」から約3か月ぶりのシングル。全国ツアー終了後にリリースされた。
タイトルには、「踏まれれば踏まれるほど丈夫に育つカミツレのように、しなやかで美しいベルベットという意味が込められている。
PVはスタジオと屋外にて逆再生で撮影されたものに加え、「カミツレベルベット -Fan Shot Ver.-」がYouTubeにて公開された。-Fan Shot Ver.-は全国ツアー「SKY-HI TOUR 2015 〜Ride my Limo〜」の最終日公演の終演後にライブ撮影会を行い、会場に訪れたファンが撮影した映像や各地のファンが写った写真を編集して作られたものである。
初日のオリコンデイリーチャートでは10位を記録。

## 収録曲

### CD+DVD (1)
CD
1. カミツレベルベット [4:52]
  - 作詞・作曲:SKY-HI 編曲:蔦谷好位置

前作「スマイルドロップ」の完成を経て制作された曲。問答無用のポップ・ソングを作ろうと思い制作された[2]。
2. LUCE [5:15]
  - 作詞:SKY-HI 作曲:SKY-HI, 夢幻SQUAD

タイトルのLUCEはイタリア語で「光」を意味する。実体験を基に制作された楽曲であり、自殺をした友人の死について歌っている。友人の死をネタに曲を書いたと捉えられるのが嫌で最初は制作してはいけないと感じたが、人が自ら命を絶つという事象に対して、俯瞰的だったり社会的な見方じゃなく、自分自身がそのことに対してどう思ったかを書きたかったと述べ、「年間に3万人が自死する日本で、その中のひとつに直面したときの感情を歌おうと思った。」と語っている[3]。自殺を本気で考えている人に「自殺は駄目。」「あなたより不幸な人なんて沢山いる。」と言っても意味がないので、ただ単に自殺を否定する歌にはしたくなかったと語っている[4]。
3. カミツレベルベット (Instrumental) [4:52]
4. LUCE (Instrumental) [5:16]
5. カミツレベルベット (Acappella) [4:47]
6. LUCE (Acappella) [4:27]

DVD
1. カミツレベルベット (ウラ Music Clip)
2. カミツレベルベット (ウラ Music Clip Making)

### CD+DVD (2)
CD
1. カミツレベルベット
2. LUCE
3. カミツレベルベット (Instrumental)
4. LUCE (Instrumental)
5. カミツレベルベット (Acappella)
6. LUCE (Acappella)

DVD
1. そばにいるだけで (SKY-HI TOUR 2014 Trip of TRICKSTER　LIVE)
2. Tyrant Island (SKY-HI TOUR 2014 Trip of TRICKSTER　LIVE)
3. キミサキ（SKY-HI TOUR 2014 Trip of TRICKSTER　LIVE)

### CD
CD
1. カミツレベルベット
2. LUCE
3. カミツレベルベット (Instrumental)
4. LUCE (Instrumental)
5. カミツレベルベット (Acappella)
6. LUCE (Acappella)